# Unione Sportiva Biellese 1926-1927
Questa voce raccoglie le informazioni riguardanti l'Unione Sportiva Biellese nelle competizioni ufficiali della stagione 1926-1927.

## Divise
| Casa |

## Rosa
| N. |                   | Ruolo | Calciatore         |
| -- | ----------------- | ----- | ------------------ |
|    | Italia (bandiera) | P     | Giovanni Costa     |
|    | Italia (bandiera) | D     | Aldo Blotto Baldo  |
|    | Italia (bandiera) | D     | Gaetano Grippi     |
|    | Italia (bandiera) | D     | Luigi Roasio       |
|    | Italia (bandiera) | C     | Lino Mosca         |
|    | Italia (bandiera) | C     | Motta              |
|    | Italia (bandiera) | C     | Secondo Finotto    |
|    | Italia (bandiera) | C     | Giovanni Gaia      |
|    | Italia (bandiera) | C     | Giuseppe Seccatore |

| N. |                    | Ruolo | Calciatore             |
| -- | ------------------ | ----- | ---------------------- |
|    | Italia (bandiera)  | C     | Zeffirino Paulinich    |
|    | Italia (bandiera)  | C     | Emanuele Scaramuzzi    |
|    | Italia (bandiera)  | C     | Domenico Greppi        |
|    | Austria (bandiera) | A     | Ferdinand Schachinger  |
|    | Austria (bandiera) | A     | Josef Liebhardt        |
|    | Italia (bandiera)  | A     | Corrado Guglielminotti |
|    | Italia (bandiera)  | A     | Alessandro Roasio      |
|    | Italia (bandiera)  | A     | Severino Tibi          |
|    | Italia (bandiera)  | A     | Chiabotto              |

## Risultati

### Prima Divisione

#### Girone A

##### Girone di andata
| Arbitro: | Giorgi (Pavia) |

|                                                      |           |        |
| Guglielminotti Liebhardt Seccatore ?’, ?’ Mosca Tibi | Marcatori | Rinesi |

| Arbitro: | Lerni (Torino) |

|        |           |                |
| Perrin | Marcatori | Guglielminotti |

| Arbitro: | Rovida (Milano) |

|                     |           |  |
| Seccatore Liebhardt | Marcatori |  |

| Arbitro: | Sganzetta (Cuneo) |

|                  |           |  |
| Mosca Scaramuzzi | Marcatori |  |

| Milano 7 novembre 1926 5ª giornata                                           | US Milanese | 2 – 3 referto              | Biellese |  |
| \| \| \| \| \| Genovesi ?’, ?’ \| Marcatori \| ?’, ?’ Liebhardt Chiabotto \| |             |                            |          |  |
|                                                                              |             |                            |          |  |
| Genovesi ?’, ?’                                                              | Marcatori   | ?’, ?’ Liebhardt Chiabotto |          |  |

| Legnano 14 novembre 1926 6ª giornata                                  | Legnano   | 2 – 1 referto | Biellese |  |
| \| \| \| \| \| Rossi 21’ Mezzera 52’ \| Marcatori \| 40’ Seccatore \| |           |               |          |  |
|                                                                       |           |               |          |  |
| Rossi 21’ Mezzera 52’                                                 | Marcatori | 40’ Seccatore |          |  |

| Arbitro: | Lenti (Genova) |

|           |           |               |
| Maggi 20’ | Marcatori | 67’ Seccatore |

| Biella 28 novembre 1926 8ª giornata                                          | Biellese  | 2 – 2 referto           | Savona | Campo Sportivo Rivetti |
| \| \| \| \| \| Seccatore 20’, 73’ \| Marcatori \| 24’ Giovara 65’ Pellati \| |           |                         |        |                        |
|                                                                              |           |                         |        |                        |
| Seccatore 20’, 73’                                                           | Marcatori | 24’ Giovara 65’ Pellati |        |                        |

| Arbitro: | U. Gama (Milano) |

|               |           |                             |
| Chiabotto 16’ | Marcatori | 43’ Crotti 60’, 85’ Marucco |

##### Girone di ritorno
| La Spezia 19 dicembre 1926 10ª giornata              | Spezia    | 1 – 1 referto | Biellese | Stadio Alberto Picco |
| \| \| \| \| \| Tognotti \| Marcatori \| Seccatore \| |           |               |          |                      |
|                                                      |           |               |          |                      |
| Tognotti                                             | Marcatori | Seccatore     |          |                      |

| Biella 23 gennaio 1927 11ª giornata                       | Biellese  | 3 – 0 referto | Astigiani | Campo Sportivo Rivetti |
| \| \| \| \| \| Schachinger ?’, ?’ Tibi \| Marcatori \| \| |           |               |           |                        |
|                                                           |           |               |           |                        |
| Schachinger ?’, ?’ Tibi                                   | Marcatori |               |           |                        |

| Sestri Ponente 2 gennaio 1927 12ª giornata | Sestrese | 0 – 0 referto | Biellese |  |

| Genova 30 gennaio 1927 13ª giornata                                               | Speranza  | 1 – 3 referto                        | Biellese | Stadio Marassi |
| \| \| \| \| \| Antibo III \| Marcatori \| Seccatore Schachinger Guglielminotti \| |           |                                      |          |                |
|                                                                                   |           |                                      |          |                |
| Antibo III                                                                        | Marcatori | Seccatore Schachinger Guglielminotti |          |                |

| Biella 16 gennaio 1927 14ª giornata                                                         | Biellese  | 4 – 2 referto    | US Milanese | Campo Sportivo Rivetti |
| \| \| \| \| \| Seccatore ?’, ?’ Roasio I Guglielminotti \| Marcatori \| Gazzola Rebecchi \| |           |                  |             |                        |
|                                                                                             |           |                  |             |                        |
| Seccatore ?’, ?’ Roasio I Guglielminotti                                                    | Marcatori | Gazzola Rebecchi |             |                        |

| Biella 13 febbraio 1927 15ª giornata                       | Biellese  | 2 – 1 referto | Legnano | Campo Sportivo Rivetti |
| \| \| \| \| \| Schachinger ?’, ?’ \| Marcatori \| Rossi \| |           |               |         |                        |
|                                                            |           |               |         |                        |
| Schachinger ?’, ?’                                         | Marcatori | Rossi         |         |                        |

| Biella 6 marzo 1927 16ª giornata                                           | Biellese  | 3 – 0 referto | Derthona | Campo Sportivo Rivetti |
| \| \| \| \| \| Schachinger Maccagni ?’ (aut.) Seccatore \| Marcatori \| \| |           |               |          |                        |
|                                                                            |           |               |          |                        |
| Schachinger Maccagni ?’ (aut.) Seccatore                                   | Marcatori |               |          |                        |

| Savona 13 marzo 1927 17ª giornata                                   | Savona    | 2 – 2 referto      | Biellese | Campo di via Frugoni |
| \| \| \| \| \| Pellati ?’, ?’ \| Marcatori \| ?’, ?’ Schachinger \| |           |                    |          |                      |
|                                                                     |           |                    |          |                      |
| Pellati ?’, ?’                                                      | Marcatori | ?’, ?’ Schachinger |          |                      |

| Novara 20 marzo 1927 18ª giornata                                | Novara    | 3 – 1 referto | Biellese |  |
| \| \| \| \| \| Zanni ?’, ?’ Ruffino \| Marcatori \| Seccatore \| |           |               |          |  |
|                                                                  |           |               |          |  |
| Zanni ?’, ?’ Ruffino                                             | Marcatori | Seccatore     |          |  |

### Coppa Italia
| Arbitro: | Mangano |

|                    |           |               |
| Morandi 20’ (rig.) | Marcatori | 90’ Seccatore |

| Arbitro: | Turra (Padova) |

|                                                    |           |  |
| Chiecchi III ?’, ?’ Grippi ?’ (aut.) Tommasi Porta | Marcatori |  |

## Statistiche

### Statistiche di squadra
| Competizione               | Punti | In casa | In casa | In casa | In casa | In casa | In casa | In trasferta | In trasferta | In trasferta | In trasferta | In trasferta | In trasferta | Totale | Totale | Totale | Totale | Totale | Totale | DR  |
| Competizione               | Punti | G       | V       | N       | P       | Gf      | Gs      | G            | V            | N            | P            | Gf           | Gs           | G      | V      | N      | P      | Gf     | Gs     | DR  |
| -------------------------- | ----- | ------- | ------- | ------- | ------- | ------- | ------- | ------------ | ------------ | ------------ | ------------ | ------------ | ------------ | ------ | ------ | ------ | ------ | ------ | ------ | --- |
| Prima Divisione - girone A | 24    | 9       | 7       | 1       | 1       | 25      | 9       | 9            | 2            | 5            | 2            | 13           | 13           | 18     | 9      | 6      | 3      | 38     | 22     | +16 |
| Coppa Italia               |       | -       | -       | -       | -       | -       | -       | 2            | 0            | 1            | 1            | 1            | 6            | 2      | 0      | 1      | 1      | 1      | 6      | -5  |

### Statistiche dei giocatori
| Giocatore         | Prima Divisione | Prima Divisione | Coppa Italia | Coppa Italia | Totale   | Totale |
| Giocatore         | Presenze        | Reti            | Presenze     | Reti         | Presenze | Reti   |
| ----------------- | --------------- | --------------- | ------------ | ------------ | -------- | ------ |
| A. Blotto Baldo   | 2               | 0               | ?            | ?            | 2+       | 0+     |
| G. Costa          | 18              | -22             | ?            | ?            | 18+      | -22+   |
| Chiabotto         | 7               | 2               | ?            | ?            | 7+       | 2+     |
| S. Finotto        | 1               | 0               | ?            | ?            | 1+       | 0+     |
| G. Gaia           | 18              | 0               | ?            | ?            | 18+      | 0+     |
| D. Greppi         | 1               | 0               | ?            | ?            | 1+       | 0+     |
| G. Grippi         | 18              | 0               | ?            | ?            | 18+      | 0+     |
| C. Guglielminotti | 18              | 4               | ?            | ?            | 18+      | 4+     |
| J. Liebhardt      | 10              | 4               | ?            | ?            | 10+      | 4+     |
| L. Mosca          | 15              | 2               | ?            | ?            | 15+      | 2+     |
| Motta             | 1               | 0               | ?            | ?            | 1+       | 0+     |
| Z. Paulinich      | 15              | 0               | ?            | ?            | 15+      | 0+     |
| A. Roasio (I)     | 8               | 1               | ?            | ?            | 8+       | 1+     |
| L. Roasio (II)    | 18              | 0               | ?            | ?            | 18+      | 0+     |
| E. Scaramuzzi     | 10              | 1               | ?            | ?            | 10+      | 1+     |
| F. Schachinger    | 7               | 8               | ?            | ?            | 7+       | 8+     |
| G. Seccatore      | 18              | 13              | ?            | ?            | 18+      | 13+    |
| S. Tibi           | 12              | 2               | ?            | ?            | 12+      | 2+     |